# アイモコ
アイモコは、日本のローカルタレント・音楽グループ。沖縄県国頭郡大宜味村在住。イベントやテレビ・ラジオで芸能音楽活動を行う夫婦ユニット。大宜味村第一号ふるさと観光大使。おもな楽曲に「ハルサー讃歌」「ウチナーグチかぞえうた・おおきなわ」

## メンバー
- アイロウ（夫） 1975年生まれ。沖縄県那覇市出身。
- モコ（妻） 1975年生まれ。長崎県壱岐市（壱岐島）出身。

## 出演

### 現在

#### ラジオ
- ハルサーミュージシャン アイモコの音楽農園 → アイモコの音楽農園（ラジオ沖縄）
- MUSIC SHOWER Plus+（金曜10:00-13:55/RBCiラジオ）モコのみ出演

#### テレビ
- グーな家（ヤー）探し！（毎月第３・４日曜11:45〜/沖縄テレビ）モコのみ出演

### 過去
- アイモコのアタイグヮーラジオ（エフエムやんばる）
- いしみね店長のすごいでしょ！！（月〜金曜9:55-10:00/エフエム沖縄）モコのみ出演
- ラジオ・チャリティー・ミュージックソン（ラジオ沖縄、2008年・2009年の夜間(22:00～5:00)）
- 沖縄"旬"ダイニング シェフ道筆のまーさん堂（沖縄テレビ放送）
- ウチナーアットホームTV ゆがふぅふぅ（沖縄テレビ放送）
- 土曜ワラッター（青森放送ラジオ、電話出演）
- アイモコと大城美友のヤンバルンバ（エフエムやんばるラジオ 2014年12月15日(毎週月曜)：18:00～19:00）

### 映画
- なんくるないさぁ劇場版 生きてるかぎり死なないさぁ（2021年）[1] - アイロウ・モコともに出演。

## 主な楽曲
- ハルサー讃歌（中日新聞『Viva地球応援ソング』）
- ウチナーグチかぞえうた・おおきなわ（ウチナーアットホームTV ゆがふぅふぅテーマソング）